# 石原久
石原 久（いしはら ひさし、1866年11月18日（慶應2年10月12日） - 1941年（昭和16年）6月19日）は明治〜昭和期の医学博士、口腔外科医・歯科医。東京帝国大学教授、医科大学における日本で最初の「歯科」教室の創始者。

## 生涯
石原久は1866年（慶應2年）に武蔵国川越藩典医筆頭の石原昌迪（いしはら まさみち）の次男として生まれた。東京帝国大学医学部歯科学講座教授、医術開業試験委員、日本口腔科学会の前身である日本歯科口腔科学会初代会長を歴任した。
年譜　
- 1866年（慶應2年） - 誕生。
- 1889年（明治22年） - 7月、第一高等中学校を卒業し、東京帝国大学医科大学に入学。
- 1894年（明治27年） - 12月、東京帝国大学医科大学を卒業し、佐藤三吉教授が主宰する外科学講座副手になり一般外科を専攻した。
- 1895年（明治28年） - 12月、第二外科講座（佐藤三吉教授）助手に任じられる。
- 1896年（明治29年） - 4月、医術開業試験委員に任じられる。
- 1899年（明治32年） - 5月、東京帝国大学医科大学に歯科学分野開設のため「歯科学研究のため満三年間米国及び独国へ留学を命ず」との辞令を文部省より受ける。
- 1902年（明治35年） - 3月、医科大学内に歯科学教室が開設される。
- 1903年（明治36年） - 2月、帰国し翌月に歯科学教室主任に就任した。10月1日、歯科外来を開設し、日本で初めて医科大学内に歯科専門の治療室が誕生した。
- 1913年（大正2年） - 歯科学教室を中心に口腔科学会の母体となる「歯科医学談話会」を設立した。
- 1915年（大正4年） - 1月、教授に昇任し、歯科学講座が医科大学内で独立した。
- 1918年（大正7年） - 「歯科医学談話会」を拡大し「日本歯科口腔科学会」（1946年（昭和21年）日本口腔科学会に改称）を結成。初代会長に就任した。
- 1927年（昭和2年） - 1月、東京帝国大学医学部を定年退職。
- 1929年（昭和4年） - 2月1日、東京帝国大学名誉教授に就任した[4]。
- 1941年（昭和16年） - 6月、隠棲先の静岡県伊東町にて逝去。

- 叙爵・叙勲 正四位勲三等

## エピソード他
- 武州川越藩御典医[5]
父石原昌迪は藩筆頭典医であった。その自宅は永島家・武家屋敷跡として残っている。なお、日本画家橋本雅邦も川越藩医師格であった。

- 歯科学教室主任[6]
東京帝国大学医学校第二外科教授佐藤三吉は東大病院内に歯科設立を計画したが、当時医師より低い地位にあると見なされた歯科教室主任への成り手がいなかった。既に新潟の病院の外科部長への転出が決まっていた石原久に話を持ちかけたところ、石原より就任承諾を得ることができた。しかし、石原承諾後もその友人親戚から歯科主任となることを思い留まるよう説得が行われたが、説得に応えず石原は歯科教室主任となった。

- 歯科学教室の人材[3]
同教室には後に日本大学総長となる佐藤運雄・東京高等歯科医学校（現東京医科歯科大学）創立に尽力した島峰徹や金森虎男・東京医科歯科大学学長となる長尾優・名古屋大学教授となる北村一郎、伊澤信平よりその門下生の高橋直太郎などが参加し、陸軍軍医学校からも学生を受け入れた。

- 歯科学教室の体制[7][8][9]
東大が歯科学教室を設立しようとした時期は、医学と異なり外人教師による医学伝習を歯科が教育された形跡は全く見られず、古くさい漢方の口中医の生き残りや口中医ですらない香具師たちが街頭で歯抜きや入歯渡世をしていた頃である。その後アメリカで歯科教育を受け医術開業試験に合格した歯科医も登場したが、東大を出てドイツ留学をした者が一流の医師と認識される当時の東大内では否応なく歯科医を一段低く見る風潮があった。医術開業試験においても、「医術試験」と「歯科医術試験」は明らかに難易度が異なり、医師ばかりでなく一部一般の人からも「歯科医になるのは容易」との風潮があった。このため、医局員となれるのは東大卒の医学士だけで、歯科医師は“傍観生”という身分に置かれた。傍観生は自由に患者を診察することが許されず、医局員が診察した後医局員の許可を得て漸く患者を診ることができた。佐藤運雄ですら当初は傍観生という立場に置かれた。

- 歯科学教室における内紛[8]
石原は歯科臨床は医学のカテゴリーに入らない[10]との考えを持ち、一説によると生涯一編の歯科に係る論文を書かなかったと言われている。歯科に対する石原の姿勢を疑問視した佐藤運雄・島峰徹が早々に歯科教室を退任したあと、医局長であった北村一郎を始め長尾優・金森虎男等も東大歯科教室を辞していった。この様な中、長尾等9人の歯科教室退局者が連判により1920年（大正9年）石原に対し教授退職勧告状を送るという事態が生じた。勧告状出状に際し、長尾等は当時医科大学学長だった佐藤三吉を自宅に訪問し、「もし、先生(佐藤)が、この情けない歯科学教室の現状を善処して下さるなら、この勧告状は差し出さない」と迫ったが、佐藤はただ「困った、困った」と言うばかりだったという。
なお、歯科学教室を辞した金森虎男や桧垣麟三等が次々に先に教室を出た島峰徹に弟子入りしたため、島峰に対し石原の弟子を横取りしたとの悪評が一時期たった。
島峰が在局中より石原は、「島峰は病身で放蕩者で策謀家だ。俺の後は絶対に継がせられない」（金森虎男の伝聞を長尾優が記録）と言っていたほど、石原と島峰とは馴染むことができない状態にあった。

- 日露戦争時における歯科学教室[9]
日露戦争の傷病兵が続々と内地に送還し東京予備病院に収容され、東大医学部も収容者の治療を行った。日露戦争は日本における初の近代戦争で、従来からの刀槍傷は少なく、塹壕戦に伴う砲弾や機銃による顔面損傷者が多く、治療において口腔外科・歯科は欠かすことができない技術・医療行為であった。また、治療対象者は自尊心が高い傷病兵であり、治療行為者にもそれ相応の身分が求められたため、東大歯科学教室の従来の医局員体制では間に合わず歯科としての実力としては医局員以上の力を持つ佐藤運雄が講師に引き上げられた。
なお、日露戦争より戦時において口腔外科・歯科技術が陸軍内部において認識された。陸軍省医務局の中枢は東大医学部出身・ドイツ留学経験者に占められており、東大歯科教室とは緊密な関係が築かれていった。

- 歯科医への考え[11]
石原が東大を退職する前年の1926年（大正15年）「将来の歯科医育」という表題で、石原は雑誌に歯科医のあり方に就いて語っている。それによれば「歯科医学は医学の基礎の上に組み立てられたもので、医学より離した所の独立した歯科医学の存在すべきものでない。従って将来歯科医育に関しては基礎医学は医・歯共通的のものとし、臨床学に進むに至って始めて医業各専門の科程に分離すべきである。自分は数年来常にこの主張を続け、歯科医師即ち医師たるべきであると論じて来た為に、一般歯科医師より異端者扱いを受け生命の危機を見るが如き迫害を蒙った事も数回あった。然しそれ等の反対は実に偏狭なる考えから出づるものであって、従来の歯科医師は主として技工のみに走った結果、一般社会よりは歯科医師は技工のみの歯科医師であると見る、自らも之を肯定してきたのである。…」以下、米国歯科大学が半減していったことや国内歯科医専門学校の短期講習の実態を例にあげ、基礎医学知識と講義を通じた人格形成の必要性を論じている。

## 論文・著作
- 論文「歯性ヒポコンデリー」（日歯口会誌 2巻4号）
- 「芳譚 2(10) 恐ろしき齒牙の疾患 石原久」（芳譚雑誌社 1909年10月）
- 「歯科学説彙纂ステノー氏管炎ノ一例 醫學士 石原久」（歯科新報社 1914年）
- 「近世歯科臨牀講義 スラノー氏管炎ノ一例 醫學博士 石原久」（永持真幸 1916年）
- 「健康増進叢書 第3巻 生活篇」（戸田正三・石原久・横手千代之助著 大阪毎日新聞社 1929年）
- 「健康増進叢書 第3巻 齒牙と口腔 醫學博士 石原久」（東京日日新聞社・大阪毎日新聞社 1930年）
- 「健康増進叢書 第3巻 齒牙と口腔 醫學博士 石原久」（東京日日新聞社 1930年）
- 「健康医学全書 第3巻 齒牙と口腔 醫學博士 石原久」（春陽堂 1933年）
- 「口腔与齿牙」（石原久著 商务印书馆(上海) 1936年）